# Allothereua
Allothereua är ett släkte av mångfotingar. Allothereua ingår i familjen spindelfotingar.
Kladogram enligt Catalogue of Life:
| Allothereua | \| \| Allothereua bidenticulata \| \| \| \| \| \| Allothereua caeruleata \| \| \| \| \| \| Allothereua incola \| \| \| \| \| \| Allothereua kirgisorum \| \| \| \| \| \| Allothereua lesueurii \| \| \| \| \| \| Allothereua maculata \| \| \| \| \| \| Allothereua manila \| \| \| \| \| \| Allothereua serrulata \| \| \| \| \| \| Allothereua wilsonae \| \| \| \| |
|             | \| \| Allothereua bidenticulata \| \| \| \| \| \| Allothereua caeruleata \| \| \| \| \| \| Allothereua incola \| \| \| \| \| \| Allothereua kirgisorum \| \| \| \| \| \| Allothereua lesueurii \| \| \| \| \| \| Allothereua maculata \| \| \| \| \| \| Allothereua manila \| \| \| \| \| \| Allothereua serrulata \| \| \| \| \| \| Allothereua wilsonae \| \| \| \| |
|             | Ballonema |
|             | |
|             | Ballonemella |
|             | |
|             | Brasiloscutigera |
|             | |
|             | Diplacrophor |
|             | |
|             | Gomphor |
|             | |
|             | Parascutigera |
|             | |
|             | Pesvarus |
|             | |
|             | Phanothereua |
|             | |
|             | Podothereua |
|             | |
|             | Prionopodella |
|             | |
|             | Prothereua |
|             | |
|             | Scutigera |
|             | |
|             | Tachythereua |
|             | |
|             | Thereulla |
|             | |
|             | Thereuonema |
|             | |
|             | Thereuopoda |
|             | |
|             | Thereuopodina |
|             | |
|             | Thereuoquima |
|             | |
|             | Allothereua bidenticulata |
|             | |
|             | Allothereua caeruleata |
|             | |
|             | Allothereua incola |
|             | |
|             | Allothereua kirgisorum |
|             | |
|             | Allothereua lesueurii |
|             | |
|             | Allothereua maculata |
|             | |
|             | Allothereua manila |
|             | |
|             | Allothereua serrulata |
|             | |
|             | Allothereua wilsonae |
|             | |

|  | Allothereua bidenticulata |
|  |                           |
|  | Allothereua caeruleata    |
|  |                           |
|  | Allothereua incola        |
|  |                           |
|  | Allothereua kirgisorum    |
|  |                           |
|  | Allothereua lesueurii     |
|  |                           |
|  | Allothereua maculata      |
|  |                           |
|  | Allothereua manila        |
|  |                           |
|  | Allothereua serrulata     |
|  |                           |
|  | Allothereua wilsonae      |
|  |                           |

## Bildgalleri

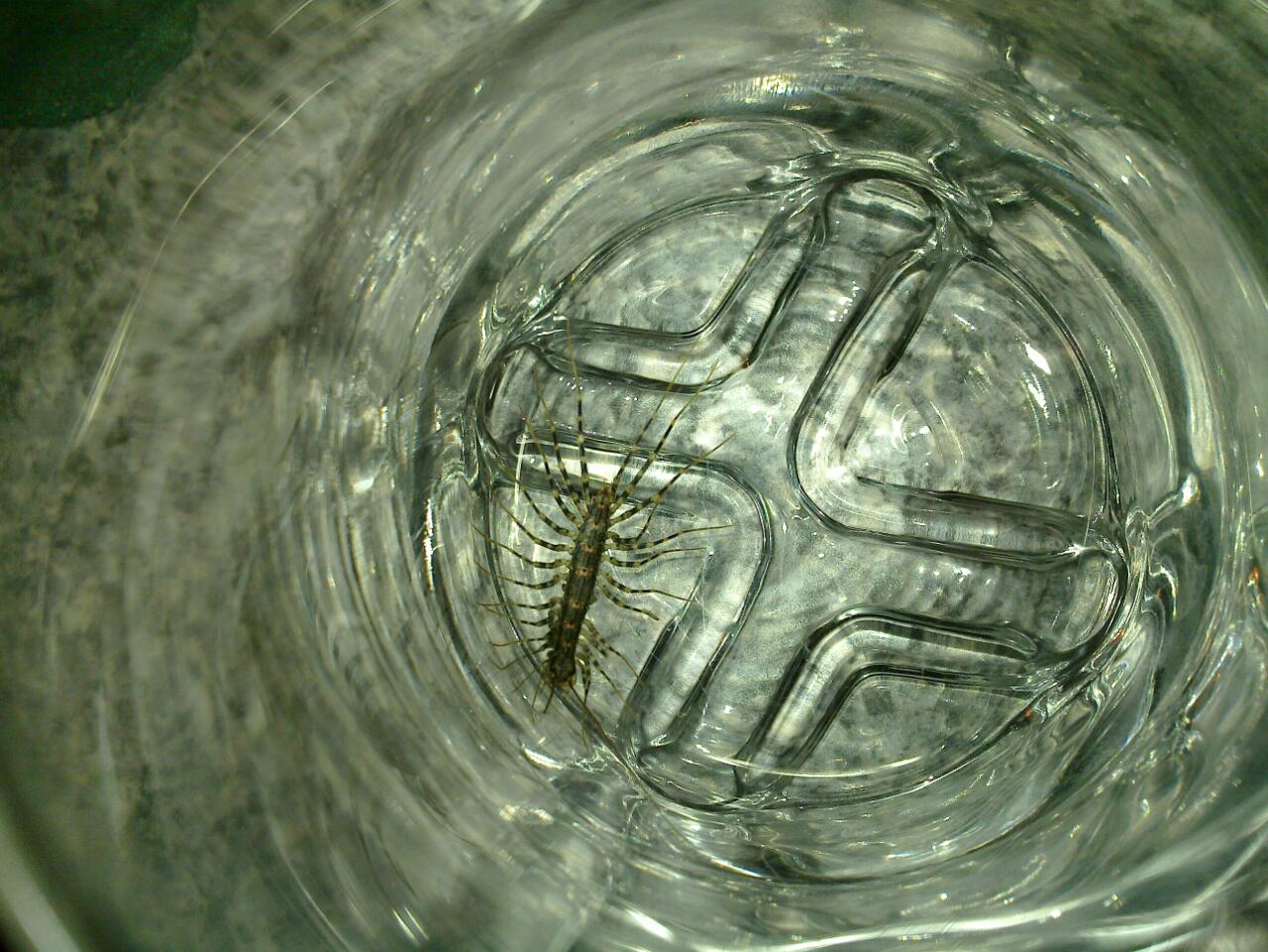